# Chance M. Vought
Chance Vought (Long Island, 26 febbraio 1890 – 25 luglio 1930) è stato un aviatore e progettista statunitense.

## Biografia
Chauncey Milton Vought fondò la Lewis and Vought Corporation con Birdseye Lewis. Frequentò il Pratt Institute presso la New York University e la University of Pennsylvania. Vought morì di sepsi nel luglio del 1930. Fu inserito nella National Aviation Hall of Fame nel 1989.